# Maurice Baquet
Maurice Baquet (26 de mayo de 1911-8 de julio de 2005) fue un violonchelista, alpinista, y actor teatral y cinematográfico de nacionalidad francesa.

## Biografía
Su nombre completo era Maurice Louis Baquet, y nació en Villefranche-sur-Saône, Francia. Siguió estudios de violonchelo en el Conservatorio de Lyon y después en París, donde compartió clase con Henri Betti, Paul Bonneau, Léo Chauliac, Henri Dutilleux, Louis Guglielmi, Pierre Spiers y Raymond Trouard, obteniendo un primer premio. Esto no le impidió fallar en el concurso de ingreso en la orquesta de la Ópera de París, lo que le hizo renunciar a una carrera como músico clásico. 
Aun así, no dejó el violonchelo. Al contrario, el instrumento le acompañó a lo largo de toda su vida, como demuestra el guiño que permitió Joseph Losey en una emotiva secuencia de la película El otro señor Klein.
A principios de los años 1930, se asoció con Pierre Prévert, Jacques Prévert y Roger Blin formando parte de la compañía teatral Groupe Octobre, un colectivo de agitprop muy relacionado con el Partido Comunista Francés. Inició entonces su trabajo como actor y se dedicó a los  bellos textos, en particular a los poemas de Louis Aragon y Paul Éluard.
En 1935 rodó su primer largometraje bajo la dirección de Marc Allégret, Les Beaux Jours, iniciando así una filmografía con más de ochenta títulos. Entre sus papeles más destacados figuran los de Bibi Fricotin y el de Ribouldingue en dos filmes de Marcel Aboulker.
Presente también en el género de la opereta, actuó en Andalousie, film basado en la opereta de Francis Lopez. Igualmente, trabajó en el cabaret, en ocasiones acompañado por su esposa, Jacqueline Figus.
Además de su faceta artística, también participó en competiciones de esquí alpino (el 13 de julio de 1956, junto a Gaston Rébuffat, hizo la primera ascensión de la cara sureste de la Aiguille du Midi, en Chamonix-Mont-Blanc, pudiéndose ver secuencias de la misma en Entre Terre et Ciel), y en actividades más humorísticas, como bajar esquiando las escaleras de la Butte Montmartre en 1942.
Amigo de Roger Frison-Roche, actuó en la adaptación al cine de una de sus novelas, Premier de cordée. En 1955 dirigió, junto a Gaston Rébuffat y Georges Tairraz, Étoiles et tempête, ganadora del Grand Prix del festival de Trente. Fue también amigo de Robert Doisneau, que le había fotografiado a menudo, y con el cual realizó la obra "Ballade pour violoncelle et chambre noire", un testimonio de su amistad. 
A lo largo de su trayectoria recibió numerosos premios en reconocimiento a su trabajo:
- Premio Molière honorífico en 1998
- Caballero de la Legión de Honor
- Caballero de las Artes y las Letras
- Compagnon du Devoir

Maurice Baquet falleció en Noisy-le-Grand, Francia, en el año 2005. Fue enterrado en el Cementerio de Beauregard. Era padre de Sophie Baquet, Anne Baquet y Grégori Baquet (actores los tres), y de Stéphane Baquet y Dimitri Baquet. 

## Teatro
- 1954 : Pampanilla, de Paul Nivoix, escenografía de Jacques-Henri Duval, Théâtre de la Gaîté
- 1958 : Le Valet de quatre cœurs, de Albert Husson a partir de Goldoni, escenografía de Charles Gantillon, Théâtre des Célestins
- 1972 : Gipsy, de Francis Lopez, escenografía de Edgar Duvivier, Teatro del Châtelet
- 1974 : Les Trois Mousquetaires, opereta de Francis Lopez, escenografía de Francis Lopez, Teatro del Châtelet
- 1979 : Contes y Exercices de conversation et de diction françaises pour étudiants américains, de Eugène Ionesco, escenografía de Claude Confortès, Théâtre Daniel Sorano Vincennes
- 1980 : Contes y Exercices de conversation et de diction françaises pour étudiants américains, de Eugène Ionesco, escenografía de Claude Confortès, Théâtre de la Potinière
- 1982 : L'Amant militaire, de Carlo Goldoni, escenografía de Dominique Ferrier
- 1984 : Les Violettes, de Georges Schehadé, escenografía de Gilles Guillot, Théâtre de l'Athénée
- 1984 : Meli-meloman 2, de Maurice Baquet, escenografía del autor, Théâtre des Mathurins
- 1986 : Le Plus Heureux des trois, de Eugène Labiche, escenografía de Jacqueline Bœuf, Théâtre Tête d'Or
- 1986 : Tailleur pour dames, de Georges Feydeau, escenografía de Bernard Murat, Théâtre des Bouffes-Parisiens
- 1991 : À croquer ou l'ivre de cuisine, de Robert Fortune, escenografía del autor, Théâtre Saint-Georges
- 1998 : Mozartement vôtre, de Éric Westphal, escenografía de Jean-Philippe Weiss, Centre dramatique Chablais-Riviera

## Filmografía

### Cine
- 1935 : Les Beaux Jours, de Marc Allégret
- 1935 : Veille d'armes, de Marcel L'Herbier
- 1936 : Poursuites blanches, de Marcel Ichac
- 1936 : Hélène, de Jean Benoît-Lévy y Marie Epstein
- 1936 : Le crime de monsieur Lange, de Jean Renoir
- 1936 : Les bas-fonds, de Jean Renoir
- 1936 : Jeunes filles de Paris, de Claude Vermorel
- 1937 : La Mort du cygne, de Jean Benoît-Lévy y Marie Epstein
- 1937 : Gueule d'amour, de Jean Grémillon
- 1937 : L'Alibi, de Pierre Chenal
- 1938 : Les Gens du voyage, de Jacques Feyder
- 1938 : Place de la Concorde, de Karel Lamač
- 1938 : Altitude 3200, de Jean Benoît-Lévy y Marie Epstein
- 1938 : Accord final, de Ignacy Rosenkranz
- 1938 : Mollenard, de Robert Siodmak
- 1939 : Le Grand Élan, de Christian-Jaque
- 1941 : Départ à zéro, de Maurice Cloche
- 1942 : La Fausse Maîtresse, de André Cayatte
- 1942 : Dernier Atout, de Jacques Becker
- 1942 : Frédérica, de Jean Boyer
- 1943 : Le Chant de l'exilé, de André Hugon
- 1943 : Adieu Léonard, de Pierre Prévert
- 1944 : Premier de cordée, de Louis Daquin
- 1944 : Coup de tête, de René Le Hénaff
- 1945 : Dernier Métro, de Maurice de Canonge
- 1946 : Leçon de conduite, de Gilles Grangier
- 1947 : Kenzi, de Vicky Ivernel
- 1947 : Pas un mot à la reine mère, de Maurice Cloche
- 1947 : Voyage surprise, de Pierre Prévert
- 1947 : La Fleur de l'âge, de Marcel Carné
- 1948 : Les Aventures des Pieds-Nickelés, de Marcel Aboulker
- 1948 : Les souvenirs ne sont pas à vendre, de Robert Hennion
- 1949 : Le Trésor des Pieds-Nickelés, de Marcel Aboulker
- 1950 : Tire au flanc, de Fernand Rivers
- 1951 : Andalousie, de Robert Vernay
- 1951 : El sueño de Andalucía, de Luis Lucia Mingarro
- 1951 : Bibi Fricotin, de Marcel Blistène
- 1953 : Innocents in Paris, de Gordon Parry
- 1955 : L'Impossible Monsieur Pipelet, de André Hunebelle
- 1956 : Étoiles et tempête, de Gaston Rébuffat y Georges Tairraz
- 1957 : Une nuit au Moulin Rouge, de Jean-Claude Roy
- 1960 : Le Voyage en ballon, de Albert Lamorisse
- 1962 : Mandrin, bandit gentilhomme, de Jean-Paul Le Chanois
- 1966 : Scarf of Mist Thigh of Satin, de Joseph W. Sarno
- 1969 : Z, de Costa-Gavras
- 1975 : Section spéciale, de Costa-Gavras
- 1976 : Attention les yeux !, de Gérard Pirès
- 1976 : El otro señor Klein, de Joseph Losey
- 1977 : Bobby Deerfield, de Sydney Pollack
- 1977 : Jacques Prévert, documental de Jean Desvilles
- 1977 : L'ange, de Patrick Bokanowski
- 1977 : Fedora, de Billy Wilder
- 1979 : L'Adolescente, de Jeanne Moreau
- 1979 : Le Divorcement, de Pierre Barouh
- 1981 : Le Roi des cons, de Claude Confortès
- 1981 : Madame Claude 2, de François Mimet
- 1982 : Robert Doisneau, badaud de Paris, pêcheur d'images, documental de François Porcile
- 1982 : Tête à claques, de Francis Perrin
- 1982 : Salut, j'arrive, de Gérard Poteau
- 1983 : Vive la sociale !, de Gérard Mordillat
- 1983 : Vive les femmes !, de Claude Confortès
- 1985 : Les Rois du gag, de Claude Zidi
- 1985 : Strictement personnel, de Pierre Jolivet
- 1986 : Paulette, la pauvre petite milliardaire, de Claude Confortès
- 1986 : Le Débutant, de Daniel Janneau
- 1993 : La Braconne, de Serge Pénard
- 1993 : Roulez jeunesse!, de Jacques Fansten
- 1993 : Doisneau des villes, Doisneau des champs, documental de Patrick Cazals
- 1994 : Délit mineur, de Francis Girod
- 1995 : Les Cent et Une Nuits de Simon Cinéma, de Agnès Varda
- 1998 : Dieu seul me voit (Versailles-Chantiers), de Bruno Podalydès
- 1998 : Pierre Verger: mensagerio entre dios mundos, documental de Lula Buarque de Holanda

### Cortometrajes
- 1932 : Bolides de la neige, de A. Ledoux
- 1933 : Trois vies et une corde, de Henri Storck
- 1934 : Le Taxi de nuit, de Albert Valentin
- 1947 : Une aventure de Polop, de Walter Kapps
- 1948 : Les Drames du Bois de Boulogne, de Jacques Loew
- 1948 : Trois garçons et un planeur, de Jean Perdrix
- 1950 : Rondo sur la piste, de Maurice Henry
- 1971 : Monsieur Lambda et le ski merveilleux, de Jack Lesage
- 1988 : Le come back de Baquet, de Nicolas Philibert
- 1990 : Cinématon número 1324, de Gérard Courant
- 1992 : Babilée 91, de William Klein
- 1994 : Télémania, de Arnaud Bel
- 1995 : Oui, de Pascal Pérennès

### Televisión
- 1964 : Le Petit Claus et le Grand Claus, de Pierre Prévert y Jacques Prévert
- 1970 : Alice au pays des merveilles, de Jean-Christophe Averty
- 1974 : Un curé de choc, de Philippe Arnal
- 1977 : Pierrot la chanson, de Hervé Baslé y Jean Brard
- 1980 : La Plume, de Robert Valey
- 1980 : Notre bien chère disparue, de Alain Boudet
- 1980 : Chouette, chat, chien... show, de Jacques Samyn
- 1980 : Docteur Teyran, de Jean Chapot
- 1980 : Ça va plaire, de Jean-Pierre Cassel y Bernard Lion
- 1982 : Paris-Saint-Lazare, de Marco Pico
- 1985 : La Sorcière de Couflens, de Gérard Guillaume
- 1985 : Jeu, set et match !, de Michel Wyn
- 1986 : Noël au Congo, de Patrick Gandery-Réty
- 1987 : Tailleur pour dames, de Yannick Andréi
- 1988 : Le Ravissement de Scapin, de Georges Folgoas
- 1990 : Notre Juliette, de François Luciani
- 1991 : Crimes et jardins, de Jean-Paul Salomé
- 1992 : Mes coquins, de Jean-Daniel Verhaeghe
- 1992 : La Peur, de Daniel Vigne
- 1996 : J'ai rendez-vous avec vous, de Laurent Heynemann
- 1998 : Le Goût des fraises, de Frank Cassenti
- 2002 : L'Ami de Patagonie, de Olivier Langlois

## Actor de voz
- 1977 : Pete's Dragon
- 1975-1976 : La abeja Maya